# Sharjah Brasil Futebol Clube
O Sharjah Brasil Futebol Clube é um clube brasileiro de futebol, com sede na cidade de Alumínio estado de São Paulo. 

## História
Foi fundado oficialmente em 09 de Abril de 2004 em Cubatão como Associação Atlética Cubatense. Mandava seus jogos no Estádio Roberto Dick.  
Disputou o Paulista - Segunda Divisão de 2005, caindo ainda na primeira fase, ficando em penúltimo no seu grupo, com 15 pontos em 14 jogos disputados. Em 2006 se licenciou das competições profissionais. 
Em 2008, mudou de sede, se estabelecendo em Itapevi, na Grande São Paulo, mandando seus jogos no Estádio André Nunes Júnior. Em 14 de Abril de 2008, passa a se chamar oficialmente Associação Atlética Montana Itapevi.  Até 2011, disputou apenas torneios de base.
No final de 2011, fez parceria com a Prefeitura e em Fevereiro de 2012, mudou novamente o nome para Itapevi Futebol Clube, se tornando entidade de utilidade pública, reconhecido através do Decreto Legislativo 010/2012 da Câmara Municipal.. Disputou o Campeonato Paulista de Futebol de 2012 - Segunda Divisão e o Campeonato Paulista de Futebol Sub-20 de 2012 - 2ª Divisão. 
Na Segunda Divisão de 2012, ficou em último no grupo 4, com 7 pontos em 10 partidas e se licenciando logo em seguida.
Em 2022 o clube muda sua sede para a cidade de Alúminio e seu nome para Sharjah Brasil Futebol Clube Ltda, disputando os torneios de base daquele ano e sendo uma das sedes da Copa São Paulo de Futebol Júnior de 2023.  O clube leva o nome de um tradicional time dos Emirados Árabes, o Sharjah FC, atual vice-campeão nacional.

### Participações em Estaduais
| Competições                                      | Participações | Temporadas              |
| ------------------------------------------------ | ------------- | ----------------------- |
| Campeonato Paulista de Futebol - Segunda Divisão | 1             | 2012                    |
| Campeonato Paulista de Futebol - Sub-20          | 2             | 2009,2012,2022 e 2023   |
| Campeonato Paulista de Futebol - Sub-17          | 3             | 2007, 2008, 2009 e 2023 |
| Campeonato Paulista de Futebol - Sub-15          | 2             | 2008, 2009 e 2023       |
| Campeonato Paulista de Futebol - Sub-14          | 1             | 2023                    |
| Campeonato Paulista de Futebol - Sub-13          | 1             | 2023                    |
| Campeonato Paulista de Futebol - Sub-12          | 1             | 2023                    |
| Campeonato Paulista de Futebol - Sub-11          | 1             | 2023                    |
| Paulista Cup de Clubes - Sub20                   | 2             | 2022 e 2023             |
| Paulista Cup de Clubes - Sub17                   | 2             | 2022 e 2023             |
| Paulista Cup de Clubes - Sub15                   | 2             | 2022 e 2023             |
| Paulista Cup de Clubes - Sub14                   | 1             | 2023                    |
| Paulista Cup de Clubes - Sub13                   | 1             | 2023                    |
| Paulista Cup de Clubes - Sub12                   | 1             | 2023                    |
| Paulista Cup de Clubes - Sub11                   | 1             | 2023                    |
| Vice Campeão Boton City Cup Sub20                | 1             | 2023                    |